# العنصرية في أعمال تشارلز ديكنز
العنصرية في أعمال تشارلز ديكنز على الرغم من أن تشارلز ديكنز عرف ككاتب يتعاطف بشدة مع المحرومين في بريطانيا، إلا أنه شارك مع العديد من الكتاب البارزين في عصره في مواقف قد تعتبر عنصرية وتشجع على كره الأجانب في كتاباته العادية والخيالية. رغم أنه لا يمكننا القول إنه عارض الحريات الأساسية للأقليات في المجتمع البريطاني أو أيد التمييز العنصري أو التمييز في العمل، إلا أنه دافع عن امتيازات الأوروبيين الاستعماريين ورفض ما اعتقد أنه ثقافات بدائية. يصف قاموس أوكسفورد للأدب الإنجليزي ديكنز بأنه وطني، وغالبًا ما يوصم الثقافات الأوروبية الأجنبية، ويشتد في موقفه من «الشعوب المستعمرة» إلى حدود «الإبادة الجماعية»،  وإن كان يعتمد بشكل أساسي على رؤية للفضيلة البريطانية، وليس على أي مفهوم للوراثة. لا يعتقد ليدجر وفيرنو أنه دافع عن أي شكل من أشكال العنصرية العلمية فيما يتعلق بالوراثة - ولكن كان لديه قدر كبير من الكراهية لأنماط حياة الشعوب الأصلية في المستعمرات البريطانية، وكان يعتقد أنه كلما سارعوا إلى التحضر أكثر كان ذلك أفضل.
يرى المختص بدراسة ديكنز جريس مور أن عنصرية ديكنز قد تراجعت في سنواته الأخيرة، في حين يرى المؤرخ الثقافي باتريك برانتلينغر والصحفي ويليام أودي أنها ازدادت حدة. يزعم مور أنه بينما أصبح ديكنز لاحقًا في الحياة أكثر حساسية للجوانب غير الأخلاقية للاستعمار البريطاني، وطالب بالتخفيف من القسوة على السكان الأصليين، إلا أنه لم يفقد أبدًا استيائه من أولئك الذين اعتبر أن أسلوب حياتهم «بدائي».

## الاختلافات حول عنصرية ديكنز
لاحظ العديد من العلماء المفارقة بين دعم ديكنز لمختلف القضايا الليبرالية وبين عنصريته وشوفينيته القومية وعقليته الإمبريالية. كاتب السير الذاتية بيتر أكرويد Peter Ackroyd في سيرة ديكنز لعام 1990 (ثاني كتبه الأربعة عن ديكنز) يشير بحق إلى تعاطف ديكنز مع الفقراء، ومعارضة لعمالة الأطفال، ومناصرته لحملات إصلاح الصرف الصحي، ومعارضته لعقوبة الإعدام. ويؤكد أيضًا أن "ديكنز، في المصطلحات الحديثة، كان "عنصريًا" من النوع الأكثر فظاعة، وهي حقيقة يجب أن توقف مؤقتًا أولئك الذين يصرون على الاعتقاد بأنه كان مثالًا حقيقيًا لكل ما هو لائق وحميد في القرن السابق." يشير آكرويد أيضًا إلى أن ديكنز لم يعتقد أن أهل الشمال الأمريكي في الحرب الأهلية الأمريكية كانوا مهتمين حقًا بإلغاء العبودية، وقد دعم الجنوب تقريبًا علنًا لهذا السبب. يلاحظ آكرويد مرتين أن اعتراض ديكنز الرئيسي على المبشرين بأنهم يهتمون بالسكان الأصليين في الخارج أكثر من اهتمامهم بالفقراء في الوطن. على سبيل المثال، في روايته المنزل الكئيب سخر من السيدة جيليبي، التي تتجاهل أطفالها من أجل مواطني بلد إفريقي متخيل. كما لاحظ باتريك برانتلينجر في كتابه دليلك إلى الرواية في العصر الفيكتوري A Companion to the Victorian Novel ، الفصل بين انتقادات ديكنز للعبودية وانتقاصه من الأعراق الأخرى. يستشهد بوصف ديكنز لمستعمرة إيرلندية في جبال كاتسكيل الأمريكية، وهي عبارة عن فوضى من الخنازير والأواني والمراكب الصغيرة. ينظر ديكنز إليهم كمجموعة "مرفوضة عنصريًا". ذكرت جين سمايلي في كتابها بعنوان سيرة ديكنز "يجب ألا نفسره على أنه نوع من الليبراليين اليساريين المعاصرين الذين نعرفهم اليوم - لقد كان ديكنز عنصريًا وإمبرياليًا وأحيانًا لا ساميًا، مؤمنًا بفرض ظروف قاسية في السجن، ولا يثق في النقابات العمالية. تحذر مختارات من مقالات ديكنز من سلسلة Household Words تحذر القارئ في مقدمتها من أن المقالات تصف "النساء والأيرلنديون والصينيون والسكان الأصليون بعبارات منحازة أو عنصرية أو نمطية أو غير ملائمة... ونشجعك على أن تفهم بطريقة أكثر إيجابية مختلف المجموعات التي تشكل مجتمعنا"  تشير الموسوعة التاريخية لمعاداة السامية إلى مفارقة ديكنز أنه في الوقت نفسه "بطل لقضايا المضطهدين" من الذين كرهوا العبودية ودعموا الثورات الليبرالية الأوروبية في أربعينيات القرن التاسع عشر، وأنه واضع الصورة الكاريكاتورية المعادية للسامية لشخصية فاجين "اليهودي" مستغل الأطفال النشالين في رواية أوليفر تويست.
يدرس المؤلفان سالي ليدجر وهولي فيرنو، في كتابهما ديكنز في السياق Dickens in Context هذا اللغز حول كيف يمكن للمرء أن يبعد العنصرية لديكنز عن اهتمامه بالفقراء والمنبوذين. ويجادلون بأن هذا يمكن تفسيره بقولهم إن ديكنز كان ناشطًا وطنيًا و «شوفينيًا ثقافيًا» بمعنى أن يكون عرقيًا للغاية ومستعدًا لتبرير الإمبريالية البريطانية، ولكنه ليس عنصريًا بمعنى أنها «حتمية بيولوجية» كما يوصف عالِم الأنثروبولوجيا روبرت نوكس. أي أن ديكنز لم يعتبر سلوك الأجناس «ثابتًا»؛ بل إن ولعه «بالحضارة» لا يشير إلى الثبات البيولوجي بل إلى إمكانية التغيير. ومع ذلك، فإن «وجهات نظر ديكنز للمختلفين عرقيًا، كما تظهر بوضوح في رواياته القصيرة، تشير إلى أن» الهمجيين«بالنسبة له كان بمثابة أداة سهلة يمكن أن يظهر مقابلها الهوية الوطنية البريطانية.» 

تشير موسوعة أوكسفورد للأدب البريطاني بالمثل إلى أنه بينما أشاد ديكنز بقيم الطبقة الوسطى، 
يجادل ويليام أودي بأن عنصرية ديكنز «أصبحت أقل ليبرالية خلال مسيرته المهنية» خاصة بعد التمرد الهندي. تجادل غريس مور في كتابها ديكنز والإمبراطورية Dickens and Empire، من ناحية أخرى، بأن ديكنز، الذي كان مؤيدًا لإلغاء عقوبة الإعدام ومناهضًا للإمبريالية، لديه آراء حول المسائل العرقية أكثر تعقيدًا بكثير مما اقترحه النقاد السابقون:  المبالغة في التأكيد على عنصرية ديكنز تحجب التزامه المستمر بإلغاء الرق. وصف لورنس مازينو مقاربة مور بأنها تصور موقف ديكنز العرقي بأنه شديد التعقيد، «يكافح من أجل التمييز بين أفكار العرق والطبقة في خياله... أحيانًا يتماشى مع عصره، وأحيانًا يكون من أشد منتقديه». لاحظ آخرون أن ديكنز أنكر أيضًا حق الاقتراع للسود، حيث كتب في رسالة «يجب أن يكون حرًا بالطبع؛ ولكن العبث الهائل جعله ناخبًا تلتمع عينيه مع كل عملية انتخاب». يشير برنارد بورتر إلى أن تحيز سباق ديكنز جعله يعارض بالفعل الإمبريالية بدلاً من الترويج لها مستشهداً بشخصية السيدة جيليبي في البيت الكئيب ومقال النبيل المتوحشThe Noble Savage كدليل. ومع ذلك، لم ينضم ديكنز إلى الليبراليين الآخرين في إدانة إعلان حاكم جامايكا آير عن الأحكام العرفية بعد الهجوم على محكمة العاصمة. في حديثه عن الجدل، هاجم ديكنز «ذلك المنبر المتعاطف مع السود أو السكان الأصليين أو الشيطان..» 

في مقال عن جورج إليوت، يلاحظ KM نيوتن: 

## فاجن واليهود فيأوليفر تويست

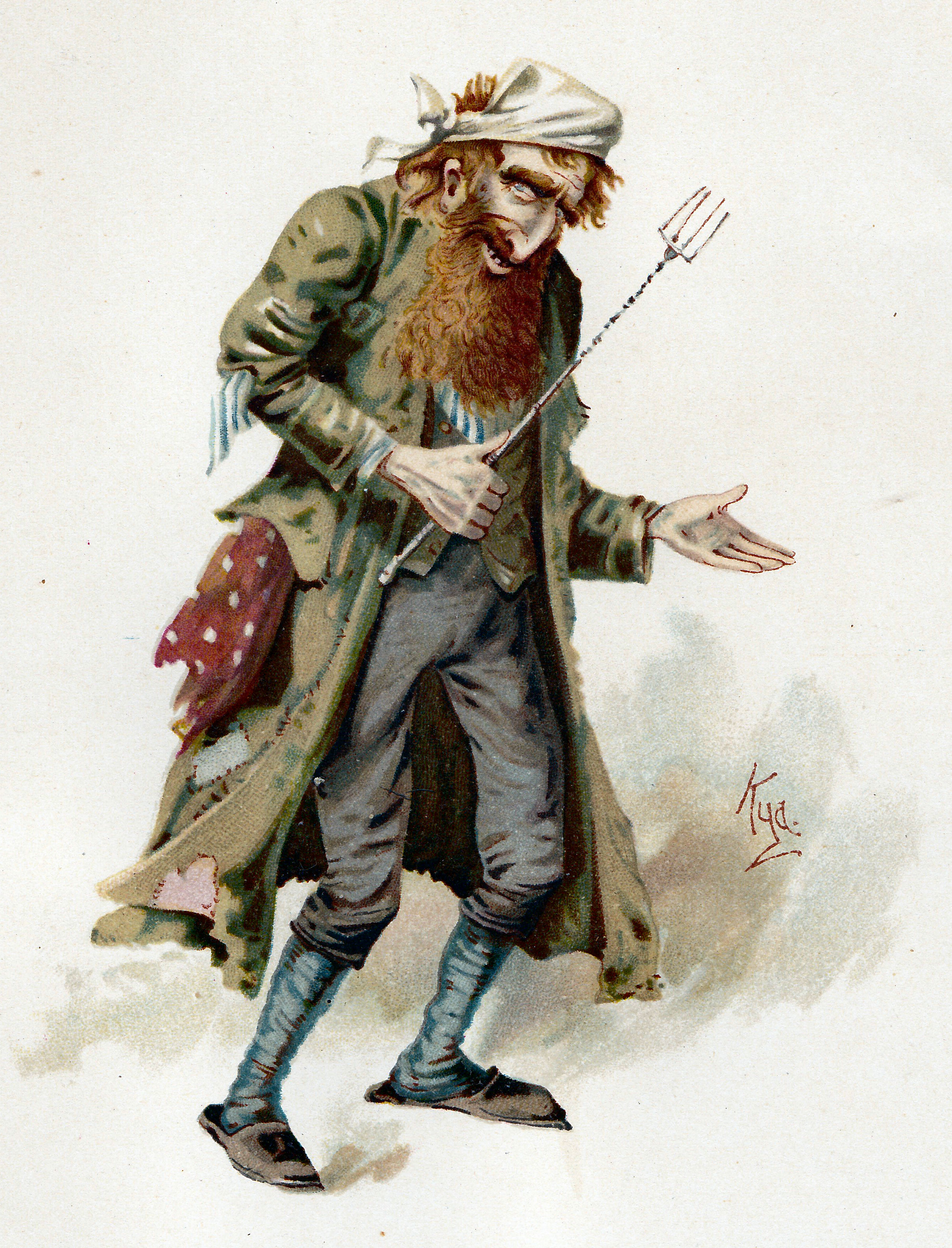
شخصية فاجين اليهودي من رواية أوليفر تويست مرسومة بالألوان المائية

إحدى أفضل الأمثلة المعروفة للعنصرية هي صورة ديكنز لفاجين في إحدى أكثر رواياته المبكرة قراءة على نطاق واسع، أوليفر تويست، التي نشرت لأول مرة في حلقات بين عامي 1837 و 1839. وقد اعتبر الكثيرون هذه الصورة معادية بقوة للسامية، على الرغم من أن آخرين مثل كاتب سيرة ديكنز جي كي تشيسترتون جادلوا ضد هذه الفكرة. كتب بول فالي في صحيفة الإندبندنت ينظر على نطاق واسع إلى فاجن وهو اليهودي الذي يدير مدرسة في لندن للأطفال النشالين في رواية ديكنز أوليفر تويست، على أنه أحد أكثر اليهود بشاعة في الأدب الإنجليزي. يُعتقد أن شخصية فاجين قد استندت جزئيًا إلى شخصية Ikey Solomon ، وهو مجرم يهودي من القرن التاسع عشر في لندن، قابله ديكنز خلال فترة عمله كصحفي. تجادل نادية فالدمان، التي تكتب عن تصوير اليهود في الأدب، بأن تمثيل فاجن تم استخلاصه من صورة اليهودي باعتباره شرًا بطبيعته، وأن الصور الأكثر ارتباطًا معه الشيطان والوحوش. تقول الموسوعة التاريخية لمعاداة السامية أن صورة فاجن «مستمدة من مرحلة الميلودراما وصور القرون الوسطى». يُنظر إلى فاجن أيضًا على أنه الشخص الذي يغوي الأطفال الصغار للعيش في حياة إجرامية، وكشخص يمكنه «خرق الحدود التمثيلية».
تشير الرواية إلى فاجن 257 مرة في الفصول الأولى باسم «اليهودي»، في حين نادرا ما يذكر العرق أو دين الشخصيات الأخرى ولم يذكر فاجين باسم اليهودي في بقية الفصول بسبب تصحيح ديكنز لها قبل الطباعة، وذلك بعد أن اشترت عائلة يهودية «ديفيز Davis» منزله المعروض للبيع عام 1860، ثم كتب ديكنز لاحقا عن شخصية يهودية طيبة «ريا Riah» وتعني الصديق بالعبرية، في رواية صديقنا المشترك، وأهدته السيدة ديفيز نسخة العهد القديم بالعبرية امتنانًا له لم يقلل ديكنز من يهودية فاجن فقط في الطبعات المنقحة اللاحقة من أوليفر تويست، ولكنه أخرج العناصر اليهودية من تصويره لفاجين في قراءاته العامة للرواية، متجاهلاً وصف صوت الأنف ولغة الجسد التي كان قد ضمنها في القراءات السابقة.

### الرواية في المسرح والسينما
يفيد جويل بيركوفيتز أن أقرب مرحلة من مراحل اعتماد أوليفر تويست في المسرح «تليها مسيرة غير مستقرة تقريبًا من تشوه صورة اليهودي في المسرح، وساعدت على الترويج لشخصية اليهودي السيء لمرحلة استمرت حتى عام 1914»  ومن المعتقد على نطاق واسع أن الأكثر معاداة للسامية ظهر في فيلم أوليفر تويست عند دافيد لين لعام 1948، ومثل فيه أليك جينيز دور فاجين. كان جينيز على هيئة تبدو وكأنه من الرسوم التوضيحية من الطبعة الأولى للرواية. تأخر عرض الفيلم في الولايات المتحدة كثيرًا بسبب الاحتجاجات اليهودية، وتم إصداره في البداية مع حذف العديد من مشاهد فاجن. هذا التعديل الخاص للرواية محظور في إسرائيل. ومن المفارقات أن الفيلم كان محظورًا في مصر بسبب تصويره لفاجين بالتعاطف الشديد. عندما تم عرض فيلم جورج لوكاس حرب النجوم الجزء الأول: تهديد الشبح، نفى ادعاء بعض النقاد بأن التاجر معدوم الضمير واتو (الذي لديه أنف مدمن مخدرات) كان صورة نمطية يهودية. ومع ذلك، اعترف رسام الرسوم المتحركة روب كولمان في وقت لاحق أنه شاهد لقطات من أليك جينيز على أنها فاجين في أوليفر تويست لاستلهام الرسوم المتحركة له في إنشاء واتو.لا يزال دور فاجن في أوليفر تويست يمثل تحديًا للجهات الفاعلة التي تكافح مع قضايا حول كيفية تفسير هذا الدور في حقبة ما بعد النازية. بحث العديد من الكتاب والمخرجين والممثلين اليهود عن طرق «لإنقاذ» فاجن. في السنوات الأخيرة، حاول فناني الأداء والكتاب اليهود «استعادة» فاجين كما حدث مع شخصية شايلوك من مسرحية شكسبير تاجر البندقية The Merchant of Venice. .

## الأميركيين الأفارقة فيمذكرات أمريكا
كانت مواقف ديكنز تجاه الأميركيين الأفارقة معقدة أيضًا. في مذكرات أمريكا (كتبها كمذكرات لرحلته إلى أمريكا)، عارض بشدة وحشية العبودية في الولايات المتحدة، وأعرب عن رغبته في التحرر الأمريكي من أصل أفريقي. ومع ذلك، أشارت غريس مور إلى أنه في نفس العمل، يتضمن حلقة كوميدية مع سائق مدرب أسود، يقدم وصفًا غريبًا يركز على بشرة الرجل المظلمة وطريقة حركته، والتي ترقى إلى «تقليد مجنون لحوذي إنكليزي». في عام 1868، في رسالة تشير إلى الحالة غير المتعلّمة من السكان السود في أمريكا، انتقد ديكنز «العبثية الحزينة في إعطاء هؤلاء الناس حق التصويت»، والتي «بأي حال من الأحوال في الوقت الحاضر، سوف تلتمع أعينهم، مع ضحكة مكتومة في أفواههم، وكبرياء يملأ رؤوسهم».

## الأمريكيين الأصليين فيالنبيل المتوحش

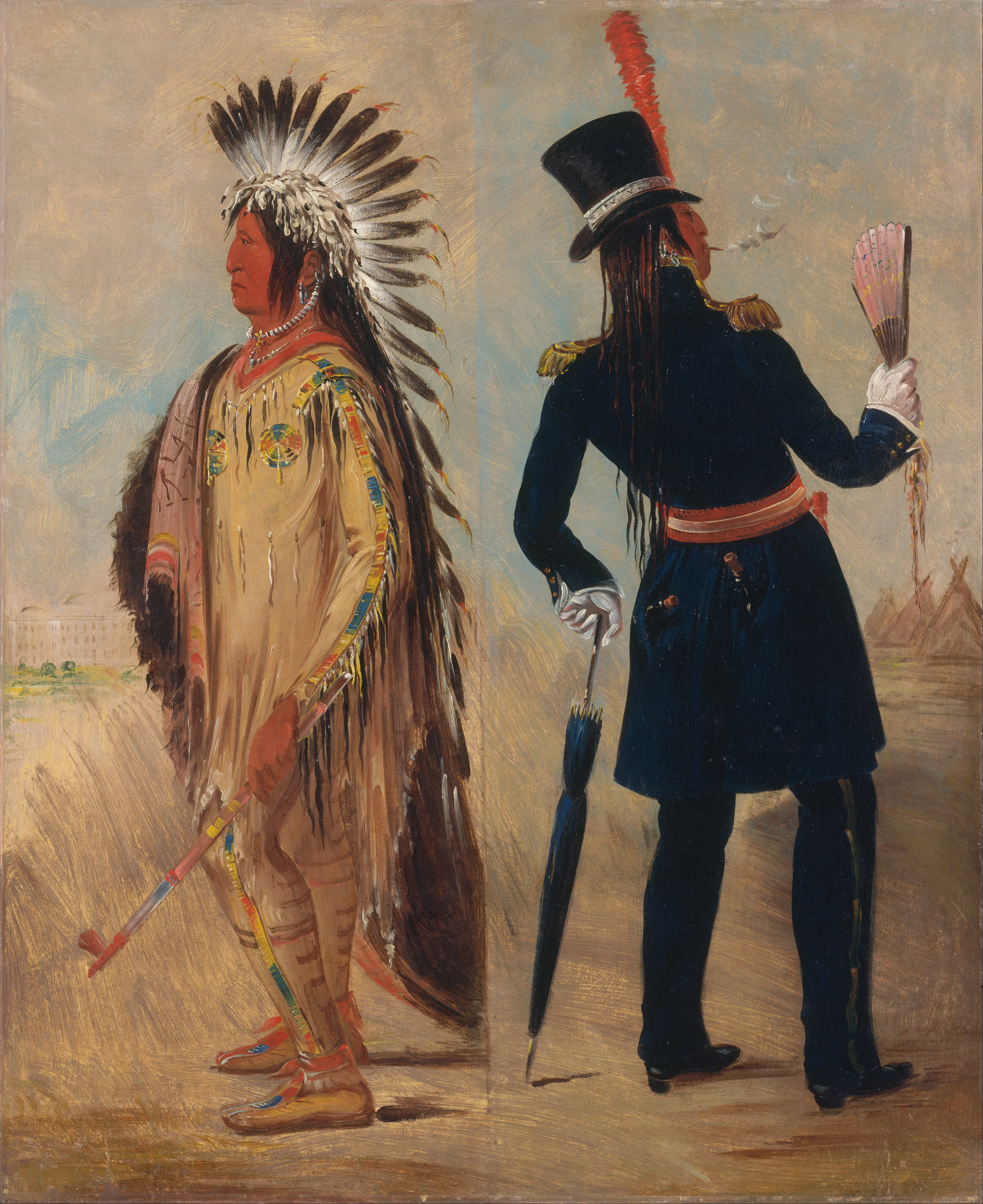
لوحة كاتلين سافاج والمدنية المأساوية تتناقض مع الأمريكيين الأصليين بشكل إيجابي مع نظيره الأوروبي، وهي الفكرة التي أغضبت ديكنز مما دفع مقاله النبيل المتوحش

في مقالته عام 1853 بعنوان The Noble Savage ، فإن موقف ديكنز من الأمريكيين الأصليين هو موقف مؤسف ومراوغ (في تفسير غريس مور)  بسبب قلق موازٍ لغرور الاستعمار الأوروبي. كان مصطلح «النبيل المتوحش» متداولًا منذ القرن السابع عشر، لكن ديكنز يعتبره بمثابة التناقض العبثي. لقد دعا إلى أن يكون المتحضرون متوحدين «بعيدا عن وجه الأرض». في النبيل المتوحش، يسخر ديكنز من التمجيد الفلسفي لرجل بدائي شاعري يعيش في وئام أكبر مع الطبيعة، وهي فكرة سائدة فيما يسمى «البدائية الرومانسية» (غالباً ما تُنسب إلى روسو خطأ). يصف ديكنز تفوق الثقافة والحضارة الأوروبية، بينما يدين الوحوش القتلة. كانت مقالة ديكنز ردًا على معرض الرسام جورج كاتلين للوحات الأمريكيين الأصليين (المشار إليهم من قبل كل من كاتلين وديكنز باسم «الهنود») عندما زار إنجلترا. أعرب ديكنز عن استخفافه بهؤلاء الأفراد الذين لم يكشف عن هويتهم، والذين، مثل كاتلين، يزعم أنه تضاعف بشكل مضلل ما يسمى «بالوحشية النبيلة». أكد ديكنز على أن السكان الأصليين كانوا قذرين، قاسيين، ويقاتلون باستمرار. هجاء ديكنز على كاتلين وآخرين من أمثاله الذين قد يجدون شيئًا يعجبون به لدى الأمريكيين الأصليين أو البوشمن الأفارقة هو نقطة تحول ملحوظة في تاريخ استخدام هذه العبارة. في ختام المقال، لاحظ أنه يجادل بأنه على الرغم من أن فضائل الهمجي أسطورية وأن طريقته في الحياة أقل شأنا، فإنه لا يزال «يستحق أن يعامل بشكل مختلف عما لو كان رجلاً إنجليزيا من العبقريين، مثل نيوتن أو شكسبير».

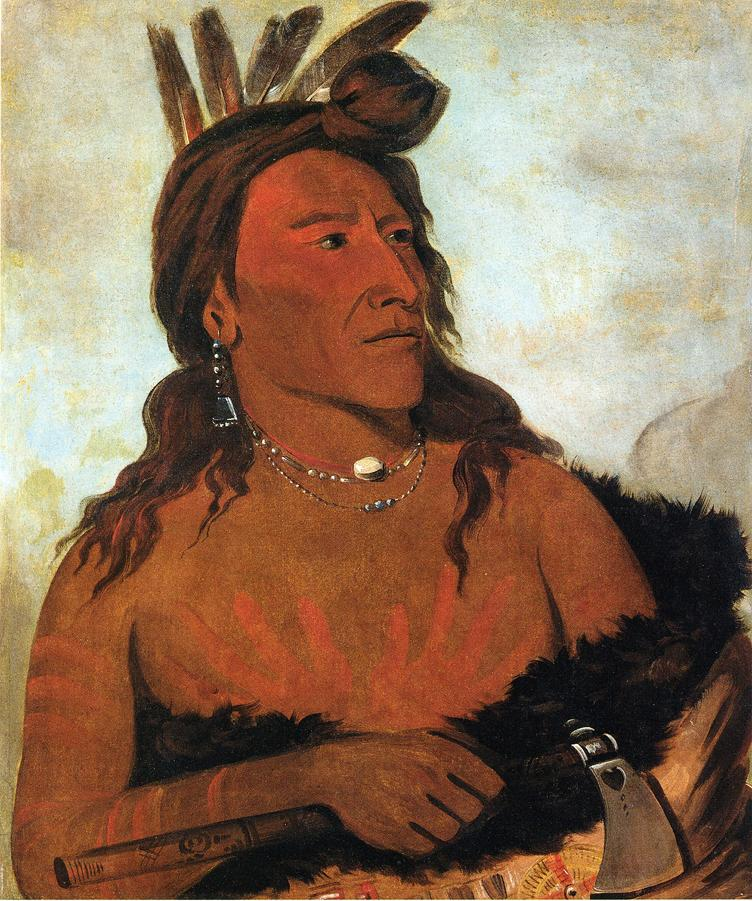
إحدى اللوحات لجورج كاتلين من الأمريكيين الأصليين

جادل مور في ديكنز والإمبراطورية جادل بأن هذا المقال هو قطعة انتقالية لديكنز. ترى كتابات ديكنز السابقة موضحة بالتأرجح بين الآراء المتضاربة حول العرق. للمقال النبيل المتوحش نفسها بداية عدوانية، لكنه يختتم بمناشدة من أجل اللطف، بينما يستقر ديكنز في نفس الوقت على شكل أكثر تنميطًا من التفكير، ويشارك في تعميمات شاملة عن الشعوب التي لم يسبق لها مواجهتها، بطريقة تجنب القيام بها في كتابات سابقة كما في مراجعته لسرد حملة النيجر. يلاحظ مور أنه في نفس المقال، ينتقد ديكنز جوانب كثيرة من المجتمع الإنجليزي، ويقترح على بريطانيا أن تحسن منزلها الخاص بها قبل أن تنظر إلى الخارج.  :68–70

## شعب الإنويت فيالمجمدة العميقة

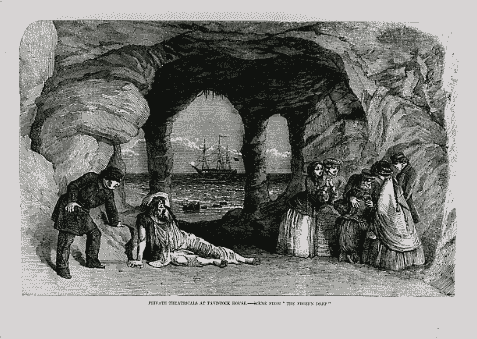
مشهد من مسرحية ديكنز The Frozen Deep

كتب ديكنز بالتعاون مع ويلكي كولينز، The Frozen Deep، الذي تم عرضه لأول مرة في عام 1856، وهي مسرحية استعادية عن رحلة القطب الشمالي فرانكلين المفقودة، والتي هاجمت شخصية الإنويت بأنها طموحة وقاسية. كان الغرض من المسرحية التشكيك في تقرير المستكشف جون راي عن مصير الحملة، والذي خلص إلى أن الطاقم قد تحول إلى أكل لحوم البشر، واستند إلى حد كبير على شهادات إنويت. كان ديكنز في البداية تقييم إيجابي للإنويت. كتب ديكنز في السابق في كتابه "سفينة فانتوم على متن سفينة سياحية من أنتيلوفيان"، كتاب الإنويت بأنه "وحشون محببون لطيفون"، لكن بعد نشر التايمز تقريرًا لجون راي عن اكتشاف إنويت لما تبقى من رحلة فرانكلين المفقودة مع دليل على أن الطاقم لجأ إلى أكل لحوم البشر، عكس ديكنز موقفه. رفض ديكنز، بالإضافة إلى أرملة فرانكلين، قبول التقرير واتهم الإنويت بأنهم كذابون، والتورط في جانب السيدة فرانكلين في نزاع ممتد مع جون راي حول السبب الدقيق لوفاة الحملة. كتبت السيدة فرانكلين أن الرجل الإنجليزي الأبيض لا يمكن أن يخطئ في استكشاف الحياة البرية واعتبر أنه قادر على "البقاء في أي مكان" و "الانتصار على أي محن من خلال الإيمان والموضوعية العلمية والروح المتفوقة". لم يحاول ديكنز تشويه سمعة راي والإنويت فحسب، بل اتهم الإنويت بالمشاركة النشطة في نهاية فرانكلين. في كتابه "The Lost Arctic Voyagers"، كتب "من المستحيل تشكيل تقدير لطبيعة أي سباق من المتوحشين من سلوكهم التفضيلي إلى الرجل الأبيض بينما هو قوي. تم ارتكاب الخطأ مرارًا وتكرارًا؛ وفي اللحظة التي ظهر فيها الرجل الأبيض في الجانب الجديد من كونه أضعف من الوحش، تغير الوحش وانتشر عليه. "لقد تنازع المستكشف جون راي مع ديكنز في كتابين متعارضين. دافع راي عن الإنويت باعتبارهم "مثالًا ساطعًا على الناس المتحضرين" وقارنوهم بفريق فرانكلين غير المنضبط. كتب كيل أن راي لم يكن متطابقًا مع "ديكنز ذا تريلر"، أحد "الأصدقاء الأقوياء" للسيدة فرانكلين،  للإنجليز، كان اسكتلنديًا "لم يتعهد" بالأهداف الوطنية لبناء الإمبراطورية الجيش."  تم تجنبه من قبل المؤسسة الإنجليزية نتيجة لقيامه بكتابة التقرير. لقد أثبت المؤرخون الحديثون اعتقاد راي بأن طاقم فرانكلين لجأ إلى أكل لحوم البشر،  بعد أن تم القضاء عليهم بالفعل بسبب الإسقربوط والمجاعة؛ علاوة على ذلك، كانوا غير مستعدين لبقاء في الحياة البرية، على عكس تحيزات السيدة هاملتون. في المسرحية، تحولت شخصية راي إلى خادمة مشبوهة متعطشة للسلطة، وتوقعت مصير الحملة الاستكشافية في جهدها لتدمير سعادة البطلة الحساسة.

### مصالحة
أثناء تصوير الممر وثائقي كندي عام 2008، قدم جيرالد ديكنز حفيد المؤلف شرحًا «لماذا انحاز هذا البطل العظيم نصير الضعفاء إلى المؤسسة الاجتماعية». إهانة ديكنز للإنويت كان من الأذى الذي حملوه من جيل إلى جيل، كما قال تاجاك كورلي أحد رجال الدولة من الإنويت لجيرالد، «لقد أهان جدك شعبي. كان علينا أن نعيش مع هذا الألم لمدة 150 عامًا. هذا يضر شعبي حقًا ولا يزال يؤذيهم». يقال إن مؤرخ أوركني توم موير وصف كورلي بأنه «غاضب» و «مستاء تمامًا». ثم اعتذر جيرالد نيابة عن عائلة ديكنز، والتي قبلها كورلي نيابة عن شعب الإنويت. يصف موير هذا بأنه «لحظة تاريخية».

## الهنود فيأخطار تحيط السجناء الإنجليز

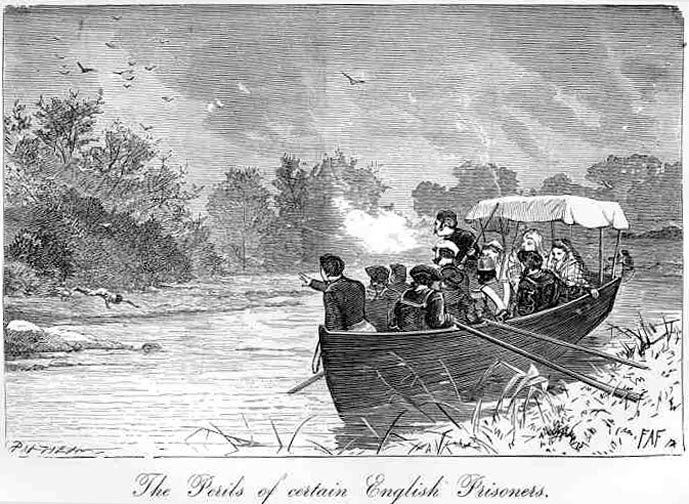
رسم توضيحي من فريزر لأخطار تحيط السجناء الإنجليز، لديكنز

«أخطار تحيط السجناء الإنجليز» عمل خيالي مبكر شارك في تأليفه كل من ديكنز وويلكي كولينز يتعاملان بطريقة مجازية مع التمرد الهندي عام 1857 . يعتبره باتريك برانتلينغر عمل ميلودرامي وغير دقيق إلى حد كبير. في أخطار يصف ديكنز «السامبو الأصليين»، كنموذج للمتمردين الهنود،  باعتبارهم «خونة منافقين، وشريرين للغاية» يشاركون في ذبح النساء والأطفال، في إشارة إلى مذبحة رهان. شعر ديكنز بالغضب الشديد من المذبحة التي قتل فيها أكثر من مائة سجين إنجليزي، معظمهم من النساء والأطفال، وفي 4 أكتوبر 1857 كتب ديكنز في رسالة خاصة إلى البارونة بورديت كوتس: 
| العنصرية في أعمال تشارلز ديكنز | "أتمنى لو كنت القائد العسكري في الهند .... كنت سأبذل قصارى جهدي لإبادة العرق الذي صدرت منه حالات العنف الأخيرة ... مع كل الهجوم المناسب والسرعة الرحيمة في الإعدام، لطمسها من الجنس البشري ومسحها من على وجه الأرض I wish I were the Commander in Chief in India .... I should do my utmost to exterminate the Race upon whom the stain of the late cruelties rested ... proceeding, with all convenient dispatch and merciful swiftness of execution, to blot it out of mankind and raze it off the face of the earth" | العنصرية في أعمال تشارلز ديكنز |

.
لاحظت ليليان نايدر أن مساعد ديكنز، ويلكي كولينز، لم يكن معاديًا للشعب الهندي، ولم يخطئهم بسبب التمرد إلى الدرجة التي قام بها ديكنز. وفي أعمال كولينز الخاصة خطبة لـسبويز يوعظ إلى المتمردين الهنود من نص مقدس هندي، وليس من نص مسيحي. وينأى كولينز بنفسه عن رغبة ديكنز التي أعرب عنها سرًا لإبادة الجنس الهندي، ولكن بدلا من ذلك ناشد ما لديهم من إمكانية الخير الأخلاقي. علاوة على ذلك، تشير رواية كولينز الشهيرة The Moonstone إلى أن الهنود كانوا فعلًا في موقع دفاعي خلال التمرد، وليس البريطانيون، على عكس الانطباع السائد الذي قدمته الصحافة البريطانية.تلاحظ غريس مور أنه بعد انتفاضة مماثلة في جامايكا، لم يظهر ديكنز بنفس المستوى من الغضب الذي فعله تجاه الهنود في تمرد سيبوي. إنها تعزو ذلك إلى وعي ديكنز الكبير بالأفعال الوحشية التي يقوم بها الجنود البريطانيون تجاه السكان الأصليين في مستعمراتهم، وتشير إلى أن ديكنز يأسف الآن لموقفه السابق. في هذا الموقف، تجادل بشكل مباشر مع آراء باتريك برانتلينجر وويليام أودي اللذين يرون أن العنصرية قد زالت في كتابات ديكنز اللاحقة. ومع ذلك، يشير مور إلى أنه على الرغم من أن ديكنز أصبح يدرك بشكل متزايد الإجراءات غير الأخلاقية للمستعمرين البريطانيين وكيف قدموا حافزًا للتمرد المحلي، على الرغم من ذلك ديكنز لم يفقد أبدًا إحساسه بعدم وجود شيء مرغوب فيه بشأن نمط حياة الشعوب الأجنبية.

## انظر ايضًا
- تشارلز ديكنز